# Wilhelm Felix Josef Dantine
Wilhelm Felix Josef Dantine (* 6. November 1876 in Wien; † 29. April 1946 in Leoben) war ein österreichischer Jurist und Politiker.

## Leben
Als Sohn eines Kaufmanns geboren, studierte Dantine nach dem Besuch der Wiener Staatsgymnasien VIII und VI Rechtswissenschaften in Wien. Während seines Studiums wurde er 1895 Mitglied der Wiener akademischen Burschenschaft Libertas. 1900 wurde er zum Dr. iur. promoviert und legte 1904 seine Advokatursprüfung in Prag ab, nachdem er mehrere Stationen, unter anderem bei seinem Bundesbruder Rudolf Kolisko, durchlaufen hatte. Ab 1904 arbeitete er als Rechtsanwalt in Leoben. Bei der Wahl 1919 wurde er für den Wahlkreis Obersteier Abgeordneter des Steirischen Landtags. Er gehörte der Deutschdemokratischen Partei an. Er war an der Ausarbeitung der noch heute geltenden evangelischen Kirchenverfassung Österreichs beteiligt und wurde Kurator der Pfarrgemeinde Leoben. Nach dem Ersten Weltkrieg war er Steierischer Senioratskurator für die evangelische Kirche und wurde 1931 als deren Vertreter in die Synode entsandt.
Sein Sohn war der lutherische Theologe Wilhelm Dantine. Einer seiner Urenkel ist der Theologe Olivier Dantine.